# Celedonio Nicolás Arce y Cacho

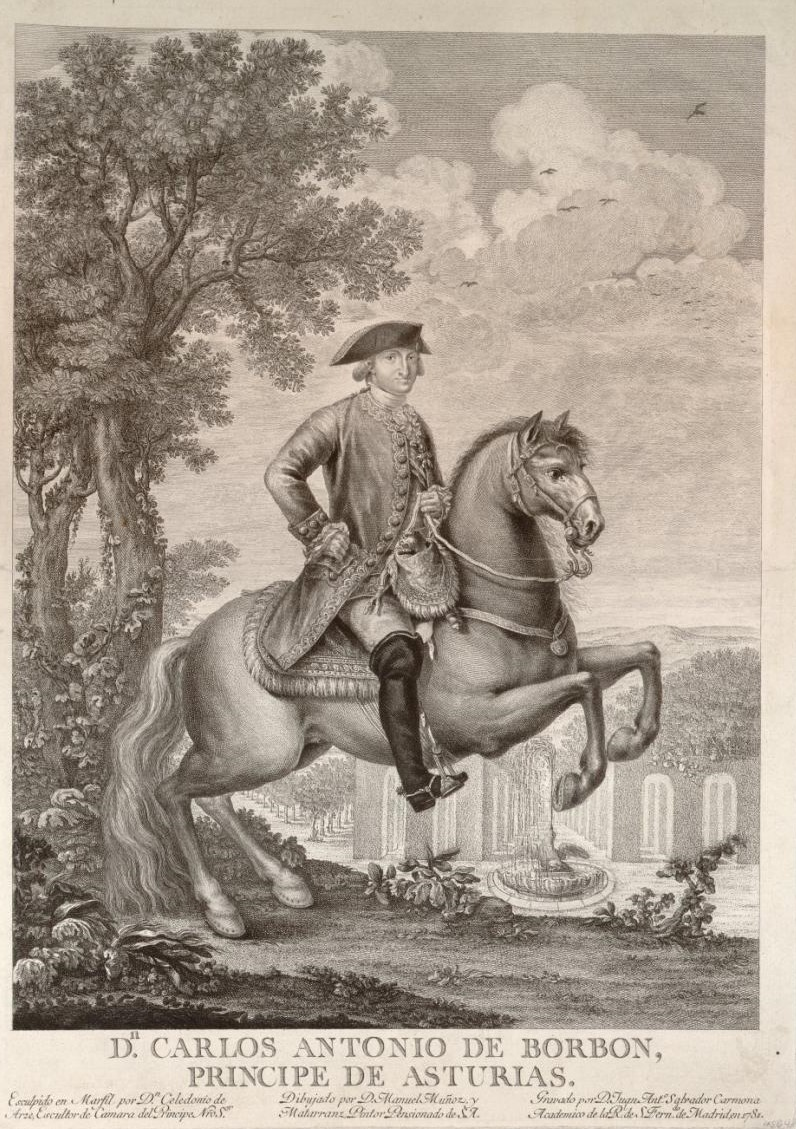
Retrato ecuestre de Carlos Antonio de Borbón, príncipe de Asturias, grabado a buril por Juan Antonio Salvador Carmona por dibujo de Manuel Muñoz y Matarranz según escultura en marfil de Celedonio Arce, 1781. Museo de Historia de Madrid.

Celedonio Nicolás Arce y Cacho (Burgos, 1739-Madrid, 24 de febrero de 1795) fue un escultor español.

## Biografía
Nació en Burgos, en el seno de una familia de escultores. Según Ceán Bermúdez, que pudo conocerle, inició sus estudios de dibujo en su ciudad natal con Gregorio Barambio, fraile mercedario. Muy pronto, antes de 1759, se trasladó a Madrid. En su Intento de un diccionario biográfico y bibliográfico de autores de la provincia de Burgos, Martínez Añíbarro y Rives baraja la posibilidad de que también aprendiese de su padre José. En Madrid comenzó a trabajar para Carlos IV, todavía príncipe de Asturias, en 1766, y en 1778 fue nombrado escultor de cámara honorario con el sueldo de quince reales diarios.
Como escultor, toda su escasa obra conocida, aunque debió de ser abundante, está trabajada en marfil, caso excepcional en la escultura española. La única obra de escultura citada por Ceán Bermúdez es un retrato ecuestre en marfil del príncipe de Asturias, el futuro Carlos IV, del que abrió un grabado a buril Juan Antonio Salvador Carmona, fechado en 1781. Además se ha identificado como obra suya una Caída de Cristo camino del Calvario que se conserva en el relicario del Palacio Real de Madrid inspirada en el Pasmo de Sicilia de Rafael.
Fue también autor de un tratado de escultura publicado en Pamplona en 1786 con el título de Conversaciones sobre la escultura, manual de carácter fundamentalmente práctico en el que exponía algunas de las recetas empleadas por él en la obtención de colas y betunes, pero de escaso alcance teórico, pudibundo y contrario a los artistas licenciosos —explicaba, por ejemplo, el artificio del que se había valido para transformar una Venus en una María Magdalena—, del que Marcelino Menéndez Pelayo escribió que era «trabajo humilde y pedestre, pero que revela en todas sus páginas la honradez y limpia conciencia de un castellano, viejo, piadoso y bien intencionado».
Por otra parte, en la biblioteca del Palacio Real de Madrid se conservan dos colecciones de láminas de plantas, la primera en un tomo fechado en 1777, en negro, sin orden y con errores en la titulación, y la segunda en cinco tomos con trescientas treinta láminas siguiendo el sistema de clasificación de Linneo hechas por estampación natural por Arce e iluminadas por Manuel Muñoz y Matarranz. Encargo del futuro monarca, esta segunda colección llevaba por título: Plantas / coordinadas / estampadas y pintadas al natural / dedicadas al príncipe Nro. Señor / Por D. Celedonio de Arce, escultor de cámara de S. A. / quien las ha estampado; y por don Manuel Muñoz / y Matarranz, quien las ha pintado, y escrito sus / Clases, Nombres y Virtudes. / Con la dirección de D. Antonio Palau, Cathedrático de Botánica de S. M., fechado el primer volumen en 1779 y el quinto y último en 1781. El procedimiento de la estampación natural empleado por Arce consistía, al parecer, en aplicar a la planta un aceite secante —cuya fórmula, sobre la base de aceite de linaza, incluía litargirio de plata, cebollas, ajos y pan— y prensarla luego directamente sobre el papel, con lo que obtenía un dibujo de los contornos y detalles más destacados de la planta, encargándose luego del acabado el pintor que aplicaba el color. Enrique Pardo Canalis documentó los pagos hechos al escultor de 1779 a 1782 a razón de 600 reales anuales por el alquiler del aposento que ocupó durante «el estampado de plantas medicinales» por encargo del príncipe.
Casado con Francisca Teresa Caballero, natural de Burgo de Osma, por el poder para testar que mutuamente se otorgaron en mayo de 1791, estando bien de salud los esposos, consta que fueron padres de tres hijos, a quienes instituían por herederos universales, dos mujeres y un varón, Rodrigo de Arce y Caballero, alcalde del crimen en la Real Chancillería de Granada.
Fue hecho individuo de mérito de la Real Academia de San Fernando en 1788, y en los últimos meses de 1794, enfermo de hidropesía, recibió una pensión del rey, del que ostentaba el título de escultor de cámara. Falleció en Madrid el 24 de febrero de 1795 y fue enterrado en la parroquia madrileña de San Sebastián.